# Windows-Firewall
Die Windows-Firewall ist eine Personal Firewall von Microsoft, die Bestandteil von Windows (ab Windows XP SP2) sowie der Windows-Server-Betriebssysteme (ab Windows Server 2003 SP1) ist.

## Funktionsweise
Die Windows-Firewall verwirft – wie bei derartigen Anwendungen üblich – unaufgefordert eingehende Netzwerk-Verbindungen und fragt beim Start anderer Anwendungen, die Server-Dienste anbieten, bei Benutzern, die über Administrator-Rechte verfügen, nach, ob eingehende Verbindungen zu den von diesen Anwendungen geöffneten Ports erlaubt werden sollen. Sie kann über das Sicherheitscenter – der ebenfalls mit Service Pack 2 hinzugekommenen zentralen Verwaltungsstelle für sogenannte Personal Firewalls und Virenscanner – oder (in Windows XP, unter C:\Windows\Inf\) über eine Datei im INI-Format Namens NETFW.INF konfiguriert werden. Dort können in zwei Profilen Ausnahmelisten für bestimmte Ports und Anwendungen erstellt werden.
Neben der Möglichkeit, die Einstellungen über die grafische Oberfläche anzuzeigen und zu ändern, gibt es (ab Windows XP oder früher) auch den Befehl netsh, mit dessen Hilfe auch die Firewall (im sogenannten „"netsh firewall"-Kontext“, also [bis Windows XP] mit der Befehlserweiterung firewall oder [ab Vista] advfirewall) über ein Befehlsfenster gesteuert werden kann.

## Versionsgeschichte
Bereits die Betriebssysteme Windows NT4 und Windows 2000 bringen bordeigene Möglichkeiten der Paketfilterung mit, die älteren Windows-Versionen fehlen. Einerseits stellt IPsec eine Möglichkeit zur regelsatzbasierten Paketfilterung dar, andererseits können in den Eigenschaften der Netzwerkverbindung Filter für eingehende Verbindungen auf bestimmte Ports definiert werden.
Mit Windows XP bis inklusive Service Pack 1 wird die Internet Connection Firewall (ICF) mitgeliefert. Sie kann für einzelne Netzwerkinterfaces aktiviert werden und prüft eingehende Datenpakete dahingehend, ob diese zuvor angefordert worden sind. In der Standardkonfiguration ist die ICF nicht für alle Netzschnittstellen aktiviert. Dies hatte zur Folge, dass viele nicht rechtzeitig gepatchte Windows-XP-Rechner den Internetwürmern „Blaster“ und „Sasser“ zum Opfer fielen.
Mit dem Service Pack 2 für Windows XP kamen weitere Sicherheitsfunktionen hinzu: Das Sicherheitscenter wurde eingeführt. Die Funktionen der Firewall wurden erweitert und sie wurde in Windows-Firewall umbenannt. Sie wird bei der Installation des Service Packs 2 oder bei der Windows-Installation von einem Datenträger mit integriertem (engl.: slipstreamed) Service Pack 2 automatisch aktiviert. Anfänglich beeinträchtigte ein Programmierfehler die zuverlässige Funktion der Windows-Firewall. Dieser wurde kurz nach Erscheinen des Service Pack 2 in einer Sicherheitsaktualisierung vom 14. Dezember 2004 beseitigt. Nach außen gerichtete Verbindungen kontrolliert die Windows-Firewall unter Windows XP nicht. Bei nach innen gerichteten Verbindungen können keine Port-Bereiche angegeben werden.
In Windows Vista wurde die Funktion der Firewall erneut erweitert: Sie kann ausgehende Verbindungen filtern. Außerdem wurden die bisher von der Windows-Firewall unabhängigen IPsec-Richtlinien integriert und sie verfügt über einen Fernwartungszugang.
Bis einschließlich Windows 10 (1909) wurde der Dienst weiterhin Windows Firewall genannt. Mit der Umbenennung des Produktes Microsoft Defender in Windows Defender im Frühjahr 2020 hat sich der Name der Windows-Firewall in Windows 10 auf Windows Defender Firewall geändert. Dieser Name wurde auch für Windows 11 übernommen.